# ورخنی ایسکوش
ورخنی ایسکوش (به لاتین: Verkhny Iskush) یک منطقهٔ مسکونی در روسیه است که در باشقیرستان واقع شده‌است.